# Bucle de corrent (PID)

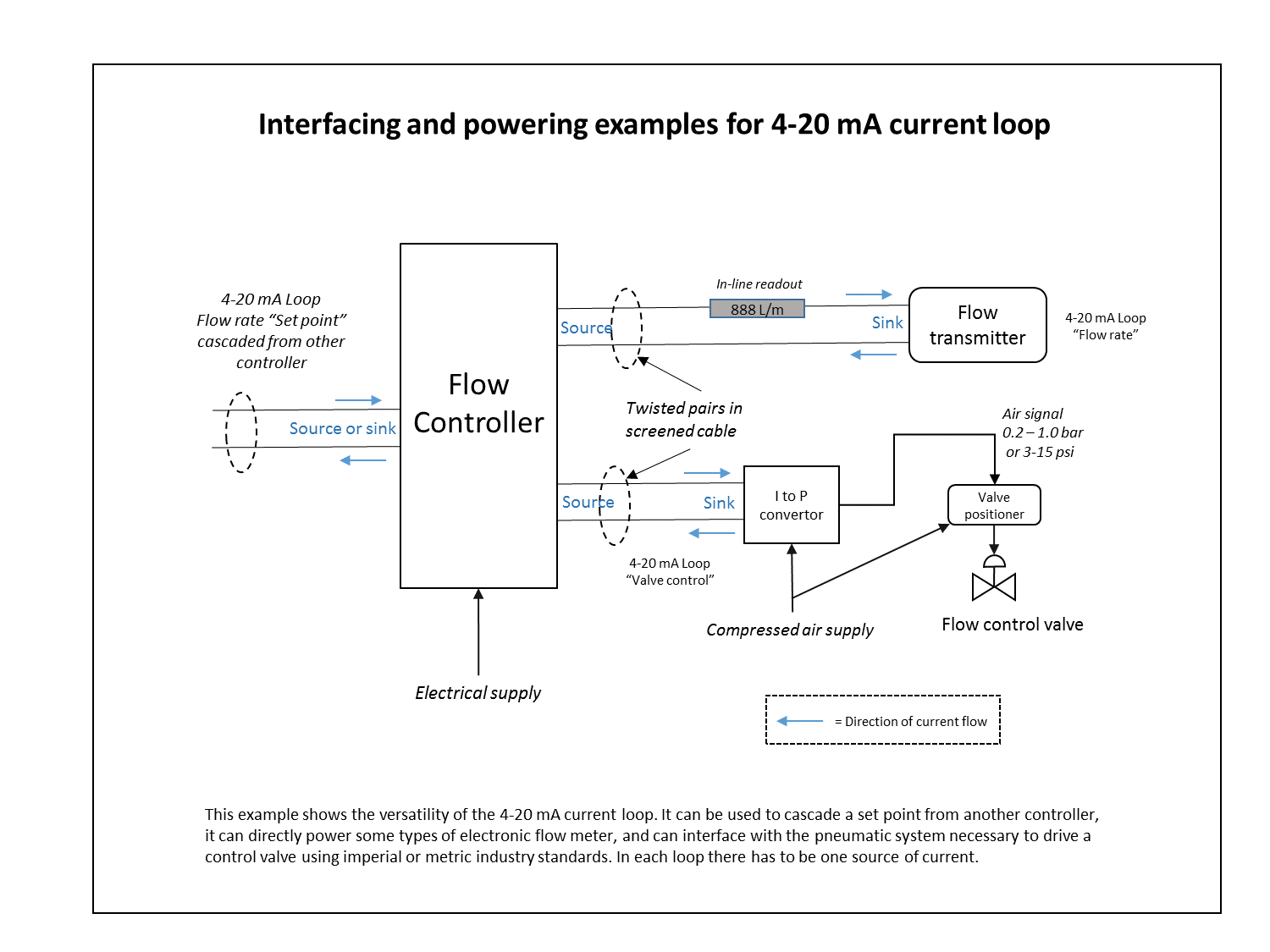
Exemples de com s'utilitzen els bucles de corrent, que mostren la capacitat de generació i lectura en línia. També interfície amb senyal pneumàtic per a l'accionament de la vàlvula de control.

En la senyalització elèctrica s'utilitza un bucle de corrent analògic on un dispositiu s'ha de supervisar o controlar de forma remota a través d'un parell de conductors. Només hi pot haver un nivell actual en qualsevol moment.
Una aplicació important dels bucles actuals és l'estàndard de facto de bucle de corrent de 4-20 mA per a aplicacions de control de processos, on s'utilitzen àmpliament per transportar senyals des de la instrumentació de procés fins a controladors PID, sistemes SCADA i controladors lògics programables (PLC). També s'utilitzen per transmetre les sortides del controlador als dispositius de camp moduladors com les vàlvules de control. Aquests bucles tenen els avantatges de la simplicitat i la immunitat al soroll i tenen una gran base internacional d'usuaris i proveïdors d'equips. Els dispositius de camp 4-20 mA es poden alimentar pel propi bucle de corrent, eliminant la necessitat de fonts d'alimentació separades, i el protocol HART "intel·ligent" utilitza el bucle per a les comunicacions entre dispositius de camp i controladors.Diversos protocols d'automatització poden substituir els bucles de corrent analògic, però 4-20 mA segueix sent un estàndard industrial principal.
Els principals avantatges del bucle de corrent són:
- El bucle sovint pot alimentar el dispositiu remot, amb l'alimentació subministrada pel controlador, eliminant així la necessitat de cablejat d'alimentació. Molts fabricants d'instrumentació en produeixen entre 4 i 20 Sensors mA que estan "alimentats en bucle".
- El zero "en viu" o "elevat" de 4 mA permet alimentar el dispositiu fins i tot sense sortida de senyal de procés del transmissor de camp.
- La precisió del senyal no es veu afectada per la caiguda de tensió en el cablejat d'interconnexió.
- Té una alta immunitat al soroll, ja que és un circuit de baixa impedància generalment a través de conductors de parells trenats.
- És autocontrol; corrents inferiors a 3,8 mA o més de 20,5 mA es prenen per indicar una fallada.[4]
- Es pot portar sobre cables llargs fins al límit de la resistència per a la tensió utilitzada.
- Les pantalles en línia es poden inserir i alimentar pel bucle, sempre que no se superi la resistència total del bucle permesa.
- Fàcil conversió a tensió mitjançant una resistència.
- Els convertidors "I a P" (corrent a pressió) alimentats per bucle poden convertir el senyal de 4-20 mA a una sortida de 3–15 psi per a vàlvules de control.